# Coppa Italia Dilettanti 2010-2011
La Coppa Italia Dilettanti 2010-11 è un trofeo di calcio il cui vincitore accede direttamente alla Serie D. Nel caso in cui sia già stata promossa in D per la posizione in classifica nel suo campionato, accede alla Serie D la finalista perdente. Se anch'essa è stata già promossa in D, sarà promossa la migliore delle semifinaliste, e se anche la migliore semifinalista è già promossa, ha diritto alla Serie D l'altra semifinalista, e così via. Le squadre partecipanti sono le vincitrici delle fasi regionali dei campionati di Eccellenza e Promozione

## Squadre partecipanti
| Regione                  | Squadra              | Città (provincia)                                |
| ------------------------ | -------------------- | ------------------------------------------------ |
| Piemonte e Valle d'Aosta | Pro Settimo & Eureka | Settimo Torinese (TO)                            |
| Liguria                  | Bogliasco D'Albertis | Bogliasco (GE)                                   |
| Lombardia                | Inveruno             | Inveruno (MI)                                    |
| Trentino-Alto Adige      | Fersina Perginese    | Pergine Valsugana (TN)                           |
| Veneto                   | Vittorio SMC         | Vittorio Veneto (TV)                             |
| Friuli-Venezia Giulia    | Fontanafredda        | Fontanafredda (PN)                               |
| Emilia-Romagna           | Fidenza              | Fidenza (PR)                                     |
| Toscana                  | Pisa Sporting Club   | Pisa                                             |
| Umbria                   | Grifoponte Torgiano  | Torgiano, Pontenuovo e Sant'Angelo di Celle (PG) |
| Marche                   | Ancona               | Ancona                                           |
| Lazio                    | Città di Marino      | Marino (RM)                                      |
| Abruzzo                  | Casalincontrada 2002 | Casalincontrada (CH)                             |
| Molise                   | Real Isernia         | Isernia                                          |
| Campania                 | Ippogrifo Sarno      | Sarno (SA)                                       |
| Puglia                   | Liberty Monopoli     | Monopoli (BA)                                    |
| Basilicata               | Angelo Cristofaro    | Oppido Lucano (PZ)                               |
| Calabria                 | Scalea               | Scalea (CS)                                      |
| Sicilia                  | Vittoria             | Vittoria (RG)                                    |
| Sardegna                 | Taloro Gavoi         | Gavoi (NU)                                       |

### Le finali regionali
| Regione                  | Vincitrice           | Finalista        | Risultato           | Partecipanti                                                                      |
| ------------------------ | -------------------- | ---------------- | ------------------- | --------------------------------------------------------------------------------- |
| Piemonte e Valle d'Aosta | Pro Settimo & Eureka | Real Cureggio    | 5 - 2 dts           | 32 di Eccellenza                                                                  |
| Liguria                  | Bogliasco D'Albertis | Finale           | 3 - 0               | 48 (16 di Eccellenza e 32 di Promozione)                                          |
| Lombardia                | Inveruno             | Aurora Seriate   | 2 - 0               | le 54 di Eccellenza                                                               |
| Trentino-Alto Adige      | Fersina Perginese    | Salurn           | 0 - 0 dts (4-3 dcr) | 48 (16 di Eccellenza e 32 di Promozione)                                          |
| Veneto                   | Vittorio SMC         | Piovese          | 1 - 0               | 96 (32 di Eccellenza e 64 di Promozione)                                          |
| Friuli-Venezia Giulia    | Fontanafredda        | ISM Gradisca     | 2 - 1               | 49 (17 di Eccellenza e 32 di Promozione)                                          |
| Emilia-Romagna           | Fidenza              | Massa Lombarda   | 3 - 1 dts           | le 36 di Eccellenza                                                               |
| Toscana                  | Pisa Sporting Club   | Sansovino        | 1 - 1 e 3 - 2       | le 35 di Eccellenza                                                               |
| Umbria                   | Grifoponte Torgiano  | Nestor Marsciano | 1 - 0               | le 16 di Eccellenza                                                               |
| Marche                   | Ancona               | Tolentino        | 1 - 1 dts (6-5 dcr) | le 20 di Eccellenza                                                               |
| Lazio                    | Città di Marino      | Palestrina       | 3 - 1               | le 36 di Eccellenza                                                               |
| Abruzzo                  | Casalincontrada      | Cologna Paese    | 2 - 1               | le 18 di Eccellenza                                                               |
| Molise                   | Real Isernia         | Sesto Campano    | 5 - 2 dts           | 32 (16 di Eccellenza e 16 di Promozione)                                          |
| Campania                 | Ippogrifo Sarno      | Isola di Procida | 3 - 1               | 96 (32 di Eccellenza e 64 di Promozione)                                          |
| Puglia                   | Liberty Monopoli     | Copertino        | 2 - 0               | le 18 di Eccellenza                                                               |
| Basilicata               | Angelo Cristofaro    | Compr. Tanagro   | 4 - 1               | 33 (17 di Eccellenza e 16 di Promozione)                                          |
| Calabria                 | Scalea               | Soverato         | 1 - 0               | 48 (16 di Eccellenza e 32 di Promozione)                                          |
| Sicilia                  | Vittoria             | Alcamo           | 3 - 2 dts           | le 32 di Eccellenza                                                               |
| Sardegna                 | Taloro Gavoi         | Tortolì          | 0 - 0 dts (5-3 dcr) | le 18 di Eccellenza                                                               |
| Totale                   | 19 club ammessi      | -                | -                   | 765 club partecipanti alle fasi regionali (477 di Eccellenza e 288 di Promozione) |

## Fase eliminatoria a gironi
Le 19 squadre partecipanti al primo turno (9-23 febbraio) verranno divise in 8 gironi:
- I gironi A, B e G sono composti da 3 squadre;
- I gironi C, D, E, F e H sono composti da 2 squadre.

I gironi sono stati sorteggiati come segue:
| Girone A             | Girone B          | Girone C           | Girone D        | Girone E            | Girone F             | Girone G          | Girone H          |
| -------------------- | ----------------- | ------------------ | --------------- | ------------------- | -------------------- | ----------------- | ----------------- |
| Bogliasco D'Albertis | Fersina Perginese | Fidenza            | Città di Marino | Ancona              | Real Isernia         | Angelo Cristofaro | Città di Vittoria |
| Inveruno             | Fontanafredda     | Pisa Sporting Club | Taloro Gavoi    | Grifoponte Torgiano | Casalincontrada 2002 | Liberty Monopoli  | Scalea            |
| Pro Settimo & Eureka | Vittorio SMC      |                    |                 |                     |                      | Ippogrifo Sarno   |                   |

### Girone A
| Squadra                 | P.ti | G | V | N | P | GF | GS | DR |
| ----------------------- | ---- | - | - | - | - | -- | -- | -- |
| 1. Inveruno             | 4    | 2 | 1 | 1 | 0 | 2  | 0  | +2 |
| 2. Pro Settimo & Eureka | 3    | 2 | 1 | 0 | 1 | 2  | 3  | -1 |
| 3. Bogliasco D'Albertis | 1    | 2 | 0 | 1 | 1 | 1  | 2  | -1 |

| 9 febbraio 2011, ore 14:30 | Bogliasco D'Albertis | 0 – 0 | Inveruno |  |

| 16 febbraio 2011, ore 14:30 | Pro Settimo & Eureka | 2 – 1 | Bogliasco D'Albertis |  |

| 23 febbraio 2011, ore 14:30 | Inveruno | 2 – 0 | Pro Settimo & Eureka |  |

### Girone B
| Squadra              | P.ti | G | V | N | P | GF | GS | DR |
| -------------------- | ---- | - | - | - | - | -- | -- | -- |
| 1. Fontanafredda     | 4    | 2 | 1 | 1 | 0 | 3  | 2  | +1 |
| 2. Fersina Perginese | 3    | 2 | 1 | 0 | 1 | 4  | 3  | +1 |
| 3. Vittorio SMC      | 1    | 2 | 0 | 1 | 1 | 2  | 4  | -2 |

| 9 febbraio 2011, ore 14:30 | Vittorio SMC | 1 – 1 | Fontanafredda |  |

| 16 febbraio 2011, ore 14:30 | Fersina Perginese | 3 – 1 | Vittorio SMC |  |

| 23 febbraio 2011, ore 14:30 | Fontanafredda | 2 – 1 | Fersina Perginese |  |

### Girone C
| 9 febbraio 2011, ore 14:30 | Fidenza | 0 – 2 | Pisa Sporting Club |  |

| 16 febbraio 2011, ore 14:30 | Pisa Sporting Club | 3 – 0 | Fidenza |  |

### Girone D
| 9 febbraio 2011, ore 14:30 | Taloro Gavoi | 0 – 0 | Città di Marino |  |

| 16 febbraio 2011, ore 14:30 | Città di Marino | 2 – 1 | Taloro Gavoi |  |

### Girone E
| 9 febbraio 2011, ore 14:30 | Grifoponte Torgiano | 0 – 2 | Ancona |  |

| 16 febbraio 2011, ore 14:30 | Ancona | 2 – 1 | Grifoponte Torgiano |  |

### Girone F
| 16 febbraio 2011, ore 14:30 | Real Isernia | 2 – 0 | Casalincontrada 2002 |  |

| 2 marzo 2011, ore 14:30 | Casalincontrada 2002 | 1 – 1 | Real Isernia |  |

### Girone G
| Squadra              | P.ti | G | V | N | P | GF | GS | DR |
| -------------------- | ---- | - | - | - | - | -- | -- | -- |
| 1. Liberty Monopoli  | 4    | 2 | 1 | 1 | 0 | 3  | 2  | +1 |
| 2. Angelo Cristofaro | 3    | 2 | 1 | 0 | 1 | 3  | 2  | +1 |
| 3. Ippogrifo Sarno   | 1    | 2 | 0 | 1 | 1 | 3  | 5  | -2 |

| 9 febbraio 2011, ore 14:30 | Liberty Monopoli | 1 – 0 | Angelo Cristofaro |  |

| 16 febbraio 2011, ore 14:30 | Angelo Cristofaro | 3 – 1 | Ippogrifo Sarno |  |

| 23 febbraio 2011, ore 14:30 | Ippogrifo Sarno | 2 – 2 | Liberty Monopoli |  |

### Girone H
| 9 febbraio 2011, ore 14:30 | Vittoria | 0 – 1 | Scalea |  |

| 16 febbraio 2011, ore 14:30 | Scalea | 1 – 1 | Vittoria |  |

## Fase a eliminazione diretta

### Quarti di finale
| Squadra 1       | Totale | Squadra 2          | Andata     | Ritorno    |
| --------------- | ------ | ------------------ | ---------- | ---------- |
|                 |        |                    | 02.03.2011 | 16.03.2011 |
| Inveruno        | 2 - 1  | Fontanafredda      | 1 - 0      | 1 - 1      |
| Ancona          | 4 - 1  | Pisa Sporting Club | 1 - 0      | 3 - 1      |
| Scalea          | 2 - 4  | Monopoli           | 2 - 1      | 0 - 3      |
| Città di Marino | 2 - 0  | Real Isernia       | 2 - 0      | 0 - 0      |

### Semifinali
| Squadra 1 | Totale | Squadra 2       | Andata     | Ritorno    |
| --------- | ------ | --------------- | ---------- | ---------- |
|           |        |                 | 23.03.2011 | 30.03.2011 |
| Inveruno  | 1 - 2  | Ancona          | 0 - 1      | 1 - 1      |
| Monopoli  | 3 - 4  | Città di Marino | 0 - 3      | 3 - 1      |

### Finale
| Squadra 1 | Risultato | Squadra 2       |
| --------- | --------- | --------------- |
| Ancona    | 3 - 1     | Città di Marino |

| Arbitro: | Balice (Termoli) |

| |            | |
| Genchi 15’ Pesaresi 30’ Tedoldi 76’ | Marcatori  | 70’ Angelilli |
| · Recchi · Bertozzini · Belelli · Arcolai · (38' E.Santoni) Ionni · Pesaresi · (33' Duranti) Nardone · Tedoldi · Genchi · (88' Malavenda) M.Santoni · Cellottini | Formazioni | · Sambucini · De Angelis · Moreno · Galasso (42' Angelilli) · Kalambay · Scozzese · Campione (78' Scarlato) · Genovese · Turazza · Fanasca · Novembrino (56' Boncompagni) |
| Lelli | Allenatori | Patalano |

Città di Marino comunque promossa in Serie D 2011-2012.